# José Manuel Groot
José Manuel Francisco Antonio del Pilar Groot Urquinaona (Santafé de Bogotá, 25 de diciembre de 1800-Bogotá, 3 de mayo de 1878) fue un escritor, historiador, periodista, pintor, caricaturista y educador colombiano.

## Biografía
Fue bautizado en la catedral metropolitana de Santafé de Bogotá con el nombre de Josef Manuel Francisco Antonio del Pilar. Sus padres fueron Primo Groot de Vargas Machuca y Francisca de Urquinaona y Pardo. Los Urquinaona eran naturales de la Villa de Azpeitia, en Guipúzcoa (País Vasco). Ambas familias habían llegado al Virreinato de la Nueva Granada durante el siglo XVIII.
Comenzó sus estudios elementales con el sabio cubano Manuel del Socorro Rodríguez, entonces director de la Biblioteca Nacional. Desde entonces mostró interés por el dibujo y la contemplación de libros ilustrados con grabados, que copiaba a lápiz. En 1811 comenzó a tomar clases de dibujo 
En 1812, Antonio Nariño designó a Primo Groot corregidor y comandante de las milicias de Zipaquirá, y miembro del Consejo Consultor del presidente. 
Durante este tiempo, tuvo la oportunidad de conocer las costumbres de la vida campesina, lo que le sirvió de inspiración para escribir poesías como El día del labrador, Una compra de novillos y Delina en Tunjuelo. También pintó sus primeros cuadros de costumbres neogranadinas.

### Juventud
Cuando el pacificador Pablo Morillo reconquistó Santafé en 1816, los bienes de la familia Groot fueron incautados, y Primo Groot y su hermano Pedro fueron encarcelados. Durante 1817, Groot asistió como aprendiz al taller de pintura de Pedro José Figueroa, iniciador del estilo conocido como "escuela bogotana de retrato". En 1819, poco después de abandonar la prisión, su padre Primo, y Groot quedó en la ruina. Desde entonces quedó a cargo de su tío materno, Francisco de Urquinaona, quien le enseñó humanidades y francés, alentándolo al estudio de la gramática y dándole a leer a los librepensadores franceses de la Ilustración.
En 1821, su tío Francisco, quien era un hábil comerciante, emprendió un viaje a Jamaica con el fin de llevar allí unos ejemplares de quina para que el botánico francés Vanescut las examinara. Groot acompañó a su tío en el que sería su único viaje al exterior. En la isla, continuó estudiando pintura, perspectiva, y aprendió a hacer retratos de relieve en cera. Cuando regresaron a Bogotá, en 1823, Francisco, que pertenecía a una Logia masónica conocida como "Fraternidad Bogotana No. 1", encargó a Groot de pintar las paredes de la Cámara de Reflexión de la Logia. Este hecho hizo que se interesara por la masonería, y gracias a su tío logró ser admitido como Limosnero, Grado 18, pese a que no contaba con la edad requerida.
Entre 1824 y 1827, desempeñó el cargo de oficial escribiente de la Secretaría de Guerra y Marina, a las órdenes del general Carlos Soublette. En 1828 inauguró en Bogotá la tercera escuela de educación de alumnos internos pensionistas, introduciendo novedades en el currículo de enseñanza como las cátedras de historia antigua, música y dibujo. Ese mismo año, contrajo matrimonio con doña Petronila Cabrera, hija del español José Cabrera, que había sido oficial de la Guardia de Caballería del Virrey. Con doña Petronila tuvo cinco hijos: María Francisca, Rosa, Dolores, Tomás y Juanita. En 1830 suspendió su labor como educador debido a la grave crisis política que llevó a la disolución de la Gran Colombia.

### Madurez
En 1832, el comerciante inglés Joseph Brown animó a Groot para que realizara cuadros de vistas y paisajes nacionales en acuarela, lápiz y pluma, que pronto pudo vender a visitantes ingleses. Ese mismo año, luego de un retiro espiritual en el convento de San Diego, renunció a la masonería, retornó a la fe católica y, en 1834, abandonó la línea santanderista, más liberal, germen del Partido Liberal para adscribirse, poco después, al sector "ministerial" germen del Partido Conservador Colombiano.
En 1834 Groot reabrió su plantel de enseñanza, y lo mantuvo activo hasta 1840. En 1836 fue elegido representante a la Cámara y colaboró con El Imperio de los Principios, periódico de oposición al gobierno de Francisco de Paula Santander; desde entonces, su labor como escritor fue fecunda y continua. En 1837, fue redactor anónimo en la publicación sarcástica Los Cubiletes. En 1839, publicó un panfleto de tres páginas en defensa de la religión católica. En 1844 fue nombrado tesorero de la provincia, pero duró muy poco tiempo en el cargo. 
Entre 1846 y 1847 escribió para El Duende, periódico satírico de tendencia conservadora. En 1848 fue designado miembro suplente del Consejo Municipal del cantón. Ese mismo año, el arzobispo Manuel José Mosquera fundó el periódico El Catolicismo, con el cual Groot colaboró hasta su muerte. En 1853 publicó Los misioneros de la herejía o defensa de los dogmas católicos, obra en la que refutaba la doctrina del protestantismo. Ese mismo año fue designado por el gobierno, en compañía de José María Espinosa y de Luis García Hevia, para examinar los borradores de las láminas de la Comisión Corográfica, elaboradas por Enrique Price y Carmelo Fernández. 
En 1856 fue nombrado Representante por Bogotá ante el Congreso, donde participó en los debates sobre la abolición de la pena de muerte, y junto con otros congresistas conservadores, como Pedro Fernández Madrid, Carlos Holguín, José Joaquín Ortiz e Ignacio Gutiérrez, formó el grupo encabezado por Mariano Ospina Rodríguez. En el desempeño de sus funciones, fue uno de los firmantes del proyecto de creación del Estado Soberano de Antioquia. En 1857 renunció a su candidatura como representante a la Asamblea Constituyente del Estado de Cundinamarca. Ese mismo año, publicó un artículo en el periódico El Catolicismo, titulado "Jesucristo o Bentham", en el que desmentía las ideas del inglés Jeremías Bentham, considerado el padre del utilitarismo.

### Legado

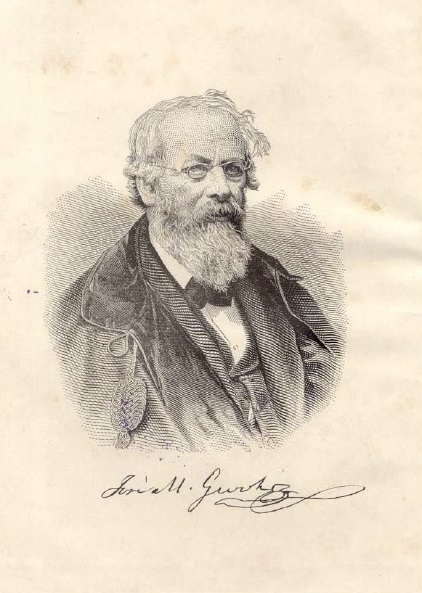
Grabado de Groot en 1889, tomado de su obra Historia Eclesiástica y Civil de Nueva Granada

En 1858 haría su última intervención en la Junta Central Eleccionaria del Partido Conservador, y a partir de entonces se dedicaría exclusivamente a la investigación histórica, el periodismo y la escritura. En 1859 se publicó su primer trabajo de temática histórica: una biografía del pintor santafereño Baltasar de Figueroa, seguido de la primera monografía de arte publicada en Colombia, titulada: Noticia biográfica de Gregorio Vásquez de Arce y Ceballos, pintor granadino del siglo XVII. Ese año ingresó a El Mosaico, tertulia y periódico que aglutinó a lo más selecto de la sociedad intelectual de la época. Durante los años siguientes, escribió incansablemente en distintos periódicos y revistas, entregado sobre todo a rebatir y desmentir las ideas del protestantismo. 
En 1869 fue publicada, en la imprenta de su yerno Medardo Rivas, la primera edición de la que sería su obra magna: la Historia Eclesiástica y Civil de Nueva Granada. Trece años de ardua investigación en archivos particulares y públicos le llevó escribir el primer tomo, y en el conjunto de la obra el autor demostró una gran erudición e increíble destreza. El 2 de abril de ese año, el escritor Pedro Fernández Madrid le escribió a Groot una carta de elogio por la que consideraba una obra cumbre de las letras nacionales. Esta obra ha sido considerada como un pilar fundamental de la historiografía colombiana, situando a su autor, junto con José Manuel Restrepo, como uno de los padres de la Historia como disciplina en Colombia. 
José Manuel Groot falleció en Bogotá, el 2 de mayo de 1878, a los 77 años de edad.